# 해산물

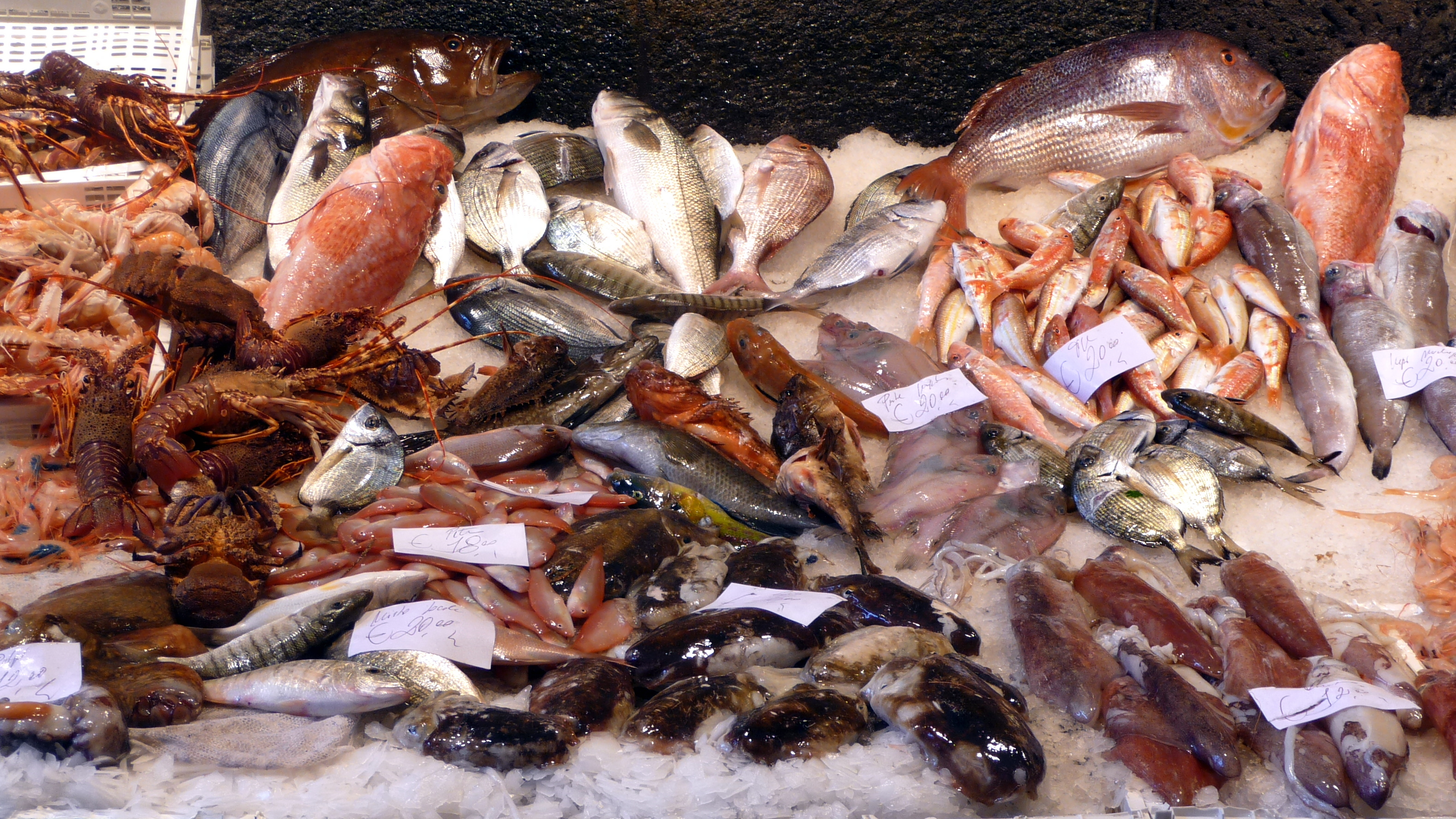
이탈리아 시실리의 한 어시장에 진열된 해산물들.

해산물(海産物) 또는 해물(海物)은 바다에서 나는 물자를 두루 일컫는 말이다. 수산물(水産物)은 바다 이외에도 강이나 호수 등 물에서 나는 물자를 통틀어 이르는 말로, 해산물보다 더 넓은 개념이다.
물고기나 수산물을 잡거나 거두어들이는 것을 어로라 부르며, 물고기나 수산물을 인공적으로 길러서 번식하게 하는 것은 양식이라 부른다. 물고기를 잡는 일은 도구에 따라 낚시, 그물질 등으로 부르기도 한다. 해산물을 따는 일은 채포라 부르는데, 해녀들이 바닷속에 들어가서 해산물을 따는 것을 가리킬 때는 물질이라고도 한다.

## 해산물의 종류
참치, 명태는 원양어업의 대표적인 생산물이다. 회나 초밥에 이용되는 어류는 거의 대부분 양식하여 생산한다.

### 조류
- 김
- 미역
- 다시마
- 청각
- 우뭇가사리

#### 연체동물
- 문어
- 소라
- 전복

#### 절지동물
- 투구게
- 게
- 가재

#### 극피동물
- 성게

#### 후구동물
- 해삼

#### 미색동물
- 멍게
- 미더덕

## 종교속의 해산물
대부분의 이슬람 율법에서는 해산물 섭취를 허용하지만, 한발파에서는 장어를 먹는 것을 금지하며, 샤피이파에서는 개구리와 악어를 먹는 것을 금지하며, 하나피파에서는 조개나 잉어같은 바닥에서 사는 해산물을 먹는 것을 금지한다. 유대교 율법인 카슈르트에서는 조개류와 장어를 먹는 것을 금지한다. 구약성서에서 모세 언약에서는 이스라엘 사람들에게 참어를 먹는 것을 허용했지만, 조개류와 장어는 가증스러운 것으로 보아 금지했다.

## 같이 보기
- 남획
- 물고기